# Nadym
Nadym (ros. Надым) – miasto w Rosji (Jamalsko-Nieniecki Okręg Autonomiczny), nad rzeką Nadym (uchodzi do Zatoki Obskiej).
Położenie geograficzne: 65°32′N 72°31′E
Liczba mieszkańców: 45,943 (2002).